# Metabotroper Glutamatrezeptor 7
Metabotroper Glutamatrezeptor 7 (GRM 7, mGluR7) ist ein Protein aus der Gruppe der metabotropen Glutamatrezeptoren.

## Eigenschaften
Der metabotrope Glutamatrezeptor 7 ist ein G-Protein-gekoppelter Rezeptor. Er wird in größeren Mengen in der Großhirnrinde, im Hippocampus und im Cerebellum gebildet. Außerhalb des Gehirns werden nur die Isoformen 3 und 4 gebildet. Gemeinsam mit mGluR4, mGluR6 und mGluR8 bildet er die Gruppe III der metabotropen Glutamatrezeptoren. Nach Bindung von Glutamat erfolgt eine Konformationsänderung, die eine Signaltransduktion über G-Proteine (aus der Familie Gi) bewirkt. In Folge wird die Adenylylcyclase gehemmt. Der metabotrope Glutamatrezeptor 7 besitzt Disulfidbrücken und ist glykosyliert und phosphoryliert.

## Liganden

### Agonist
- AMN082: allosterischer Agonist,[2][3] bewirkt Endozytose,[4] nichtglutamaterg[3]

### Antagonist
- MMPIP: allosterischer  Antagonist/Inverser Agonist[5]

### Negativer allosterischer Modulator
- ADX-71743[6]